# Chotyně
Chotyně (en allemand : Ketten) est une commune du district et de la région de Liberec, en République tchèque. Sa population s'élevait à 1 022 habitants en 2021.

## Géographie
Chotyně est arrosé par la Neisse — Neisse de Lusace, en tchèque : Lužická Nisa — et se trouve près de la frontière avec la Pologne, à 3 km au sud-est de Hrádek nad Nisou, à 16 km au nord-ouest de Liberec et à 91 km au nord-nord-est de Prague.
La commune est limitée par Hrádek nad Nisou au sud, à l'ouest, au nord et au nord-ouest, et par Bílý Kostel nad Nisou au sud-est.

## Histoire
La première mention écrite du village date de 1381.

## Administration
La commune se compose de deux sections :
- Chotyně
- Grabštejn

## Patrimoine
Château de Grabštejn

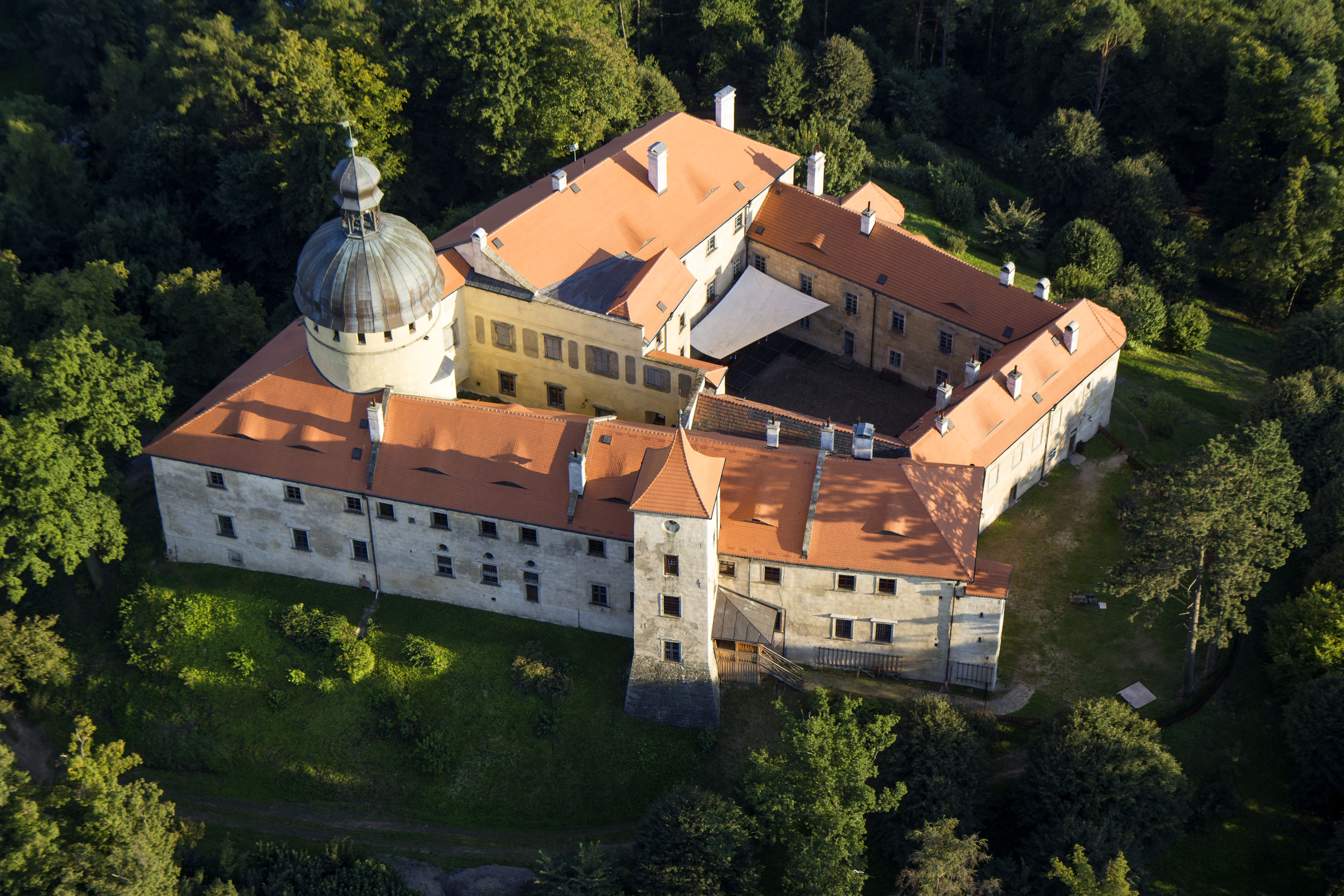
Vue aérienne.
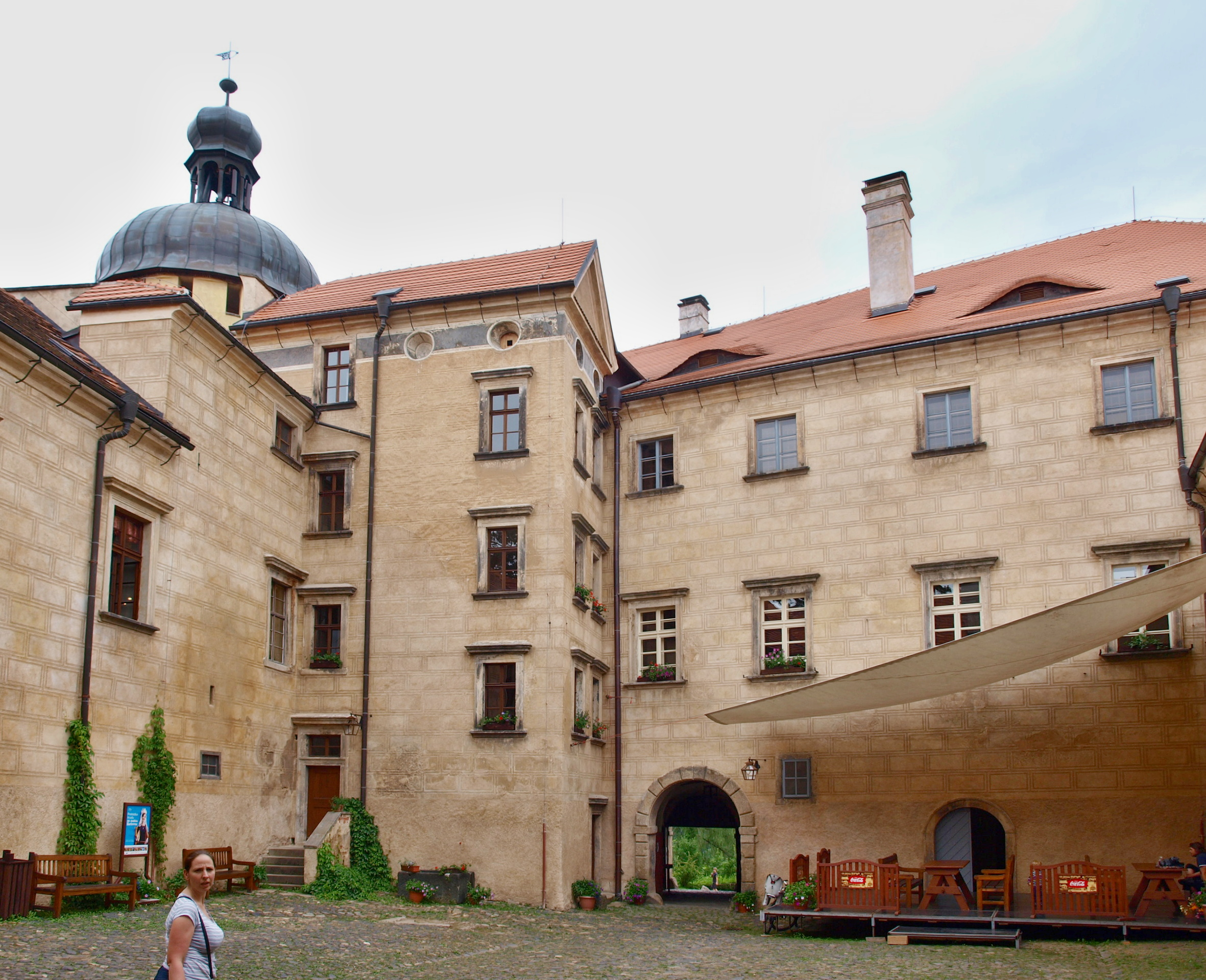
Cour intérieure.

## Transports
Par la route, Chotyně se trouve à 3 km de Hrádek nad Nisou, à 8 km de Zittau, à 20 km de Liberec et à 118 km de Prague.